# Pierre Fiche (Boyer)
La Pierre Fiche est un menhir situé à Boyer, dans le département de Saône-et-Loire, en France. Le site comporte deux menhirs, la Pierre Fiche est le plus grand des deux.

## Historique
La Pierre Fiche est l'un des rares menhirs de Bourgogne à être resté debout depuis son érection. Selon Léopold Niepce, au XIXe siècle, les habitants de Tournus voulurent la renverser. En 1989, le second menhir, qui gisait au sol à demi-enfoui, a été fouillé par le groupe de recherches archéologiques de Tournus et fut redressé, le 30 août 1990, 4 m plus à l'est de son emplacement initial. 
La Pierre Fiche fait l’objet d’un classement au titre des monuments historiques par arrêté du 23 février 1923. 

## Description
Les deux menhirs se dressent à un peu moins de 500 m à l'ouest de la Saône dans une zone alluvionnaire. À 350 m au nord du site, il existerait un monolithe de 2,10 m brisé en deux parties. Plusieurs découvertes de pierres réalisées à l'occasion de travaux agricoles ont été signalées dans les environs immédiats du site mais leurs localisations demeurent imprécise et certaines ont été ré-enfouies. D'autres menhirs et sépultures en coffres ont été découverts à un peu plus 1 km vers le nord du site en 1937-1938.
Les deux menhirs sont des blocs de calcaire jurassique d'origine locale dont il existe des affleurements de même nature à moins de 2 km du site. La Pierre Fiche mesure 4,60 m de hauteur. Elle est légèrement inclinée vers l'est. Le second menhir mesure 3,90 m de longueur et son poids a été mesuré à 8 t lors de son relevage en 1990.

## Découvertes archéologiques
La fouille des abords des mégalithes sur environ 40 m2 a livré une grande quantité de silex taillés et de tessons de céramique. Le matériel lithique est constitué de plus de 700 artefacts, essentiellement des grattoirs, dont deux armatures de flèches tranchantes. La céramique est très fragmentée mais on peut y distinguer des fonds plats, des boutons de préhension et plusieurs cordons lisses. L'ensemble correspond à une phase tardive du Néolithique moyen régional. La datation au carbone 14 d'un fragment de métacarpien de bœuf découvert au fond de la fosse de calage du second menhir correspond à une période calibrée comprise entre 2848 et 2290 av. J.-C..
Une structure circulaire en creux, délimitée par trois pierres verticales, a été découverte à environ 3 m à l'est de la Pierre Fiche. Elle pourrait correspondre à une fosse de calage d'un poteau de bois. La datation au carbone 14 de charbons de bois et d'esquilles osseuses humaines découverts au fond de cette fosse correspond à une période après correction dendrochronologie entre le Bronze final et le début de la période du Hallstatt (902 à 431 av. J.-C.).

## Folklore
D'après la légende, la Pierre Fiche serait le palet lancé par Jésus depuis la Montagne des Justices lors d'un défi engagé avec Satan que celui-ci perdit de justesse, le second menhir visible étant son palet. Selon une autre tradition, le menhir indiquait la position de la tombe d'un chef gaulois.